# Взяття Юргіїва (1593)
Взяття міста Юргіїв в грудні 1593 р. — військова кампанія запорозьких козаків.
У двадцятих числах грудня 1593 р. 3-тисячне запорозьке військо, очолюване гетьманом Григорієм Лободою, напало на османське місто Юргіїв або Оргіїв. Час і місце нападу було обрано не випадково. Юргіїв був складовим містом, а 24 грудня в ньому відбувся великий ярмарок. Лобода, зважаючи на те, що в цю пору року степ пустішав, рушив прямо з Січі. С.Жолкевський писав: «…не з волості, але з пустель, з самого Низу, кілька тисяч козаків… вийшло і там пустелями ідучи…».
Османи нападу не чекали. Поки османи зібрали сили, козаки протягом 3-х днів встигли не тільки спалити саме місто, а й понищити околиці «на кільканадцять миль в окрузі». Османи, татари і молдовани, намагаючись перехопити українців, гналися за ними до Сорок, але козаки на початку січня 1594 р. успішно відійшли на Поділля.
Не можна не погодитися з думкою історика С. Леп'явка, що «зимовий рейд козаків на конях через причорноморські степи був складним у виконанні і свідчив про прекрасну підготовку його учасників».